# Баукуте, Аста
Аста Баукуте (лит. Asta Baukutė; род. 29 июня 1967 года, Клайпеда) — литовская актриса и политический деятель, член Сейма Литовской Республики созыва 2008—2012 гг.

## Биография
Окончила актёрское отделение Литовской академии музыки в 1994 году. Играла в театре и снималась в кино.
В 2008 году стала членом правоцентристской Партии национального возрождения. Была избрана членом литовского Сейма созыва 2008—2012 гг. по многомандатному избирательному округу. Попытка Баукуте баллотироваться в Сейм следующего созыва (2012—2016 гг.) успехом не увенчалась: ввиду наличия процедурных нарушений при выдвижении кандидатуры Главизбирком Литвы запретил Баукуте участвовать в выборах; правомерность этого решения была впоследствии подтверждена и судом.
Замужем (муж — Кястутис Рупулявичюс), четверо детей.
Помимо родного литовского, владеет также русским и английским языками.

## Фильмография
- 1990 — Взгляд змия (лит. Zalcio Zvilgsnis) — Регина
- 2002 — Съёмная квартира (лит. Nuomos sutartis)
- 2006 — Гетто (лит. Vilniaus getas) — Дина Абрамович
- 2014 — Валентин за дверью (лит. Valentinas uz 2ru) — Виолетта

## Скандал
В январе 2017 года на записи литовской версии телепередачи Name That Tune, выходящей на государственном канале LRT, Баукуте, будучи одной из участниц передачи, после правильно угаданной ею мелодии литовского композитора Симонаса Донсковаса, еврея по национальности, вскинула одну руку в нацистском приветствии, а другую приложила к верхней губе и воскликнула: «Еврей!». Ведущий и публика никак не отреагировали на происшедшее. Данный инцидент повлёк приостановление выхода телепередачи «до прояснения ситуации», поскольку, как заявил генеральный директор литовского государственного телевидения Римвидас Палецкис, «произошедшее не согласуется с ценностями, которые пропагандирует ведомство».